# Brockhamp-Inseln
Die Brockhamp-Inseln sind eine aus zwei kleinen Inseln bestehende Gruppe westlich der Arrowsmith-Halbinsel an der Loubet-Küste des Grahamlands auf der Antarktischen Halbinsel. Sie liegen 5 km südwestlich des Mothes Point der Adelaide-Insel im nördlichen Teil des Laubeuf-Fjords zwischen den Einfahrten zur Stonehouse Bay im Süden und der Malle Bay im Norden.
Der Falkland Islands Dependencies Survey kartierte sie anhand seiner zwischen 1948 und 1950 vorgenommenen Vermessungen sowie mittels Luftaufnahmen der US-amerikanischen Ronne Antarctic Research Expedition (1947–1948). Das UK Antarctic Place-Names Committee benannte die Inseln in falscher Schreibweise nach dem deutschen Geophysiker und Polarforscher Bernhard Brockamp (1902–1968), der 1931 mit Kurt Wölcken umfangreiche seismische Sondierungen auf dem grönländischen Inlandeis vorgenommen hatte.